# Torpediniformes
Le torpedini (ordine torpediniformes, anche dette razze elettriche per la loro somiglianza morfologica con l'ordine dei raiformi) sono pesci cartilaginei di forma appiattita caratterizzati dalla presenza, ai lati del corpo, di un particolare organo definito organo elettrogeno in grado di produrre un campo elettrico la cui scarica può variare da 50 a 220 volt a seconda della specie.

## Distribuzione e habitat
Sono diffuse in gran parte dell'Oceano atlantico (con alcune specie endemiche anche del Mediterraneo), Pacifico ed Indiano. Pur essendo eccellenti nuotatori (a differenza dei raiformi, nuotano con la pinna caudale), passano gran parte del loro tempo adagiate sui fondali sabbiosi e melmosi, dove la loro forma appiattita e la loro colorazione smorta consentono loro di mimetizzarsi alla perfezione e risultare perciò invisibili alle loro prede.

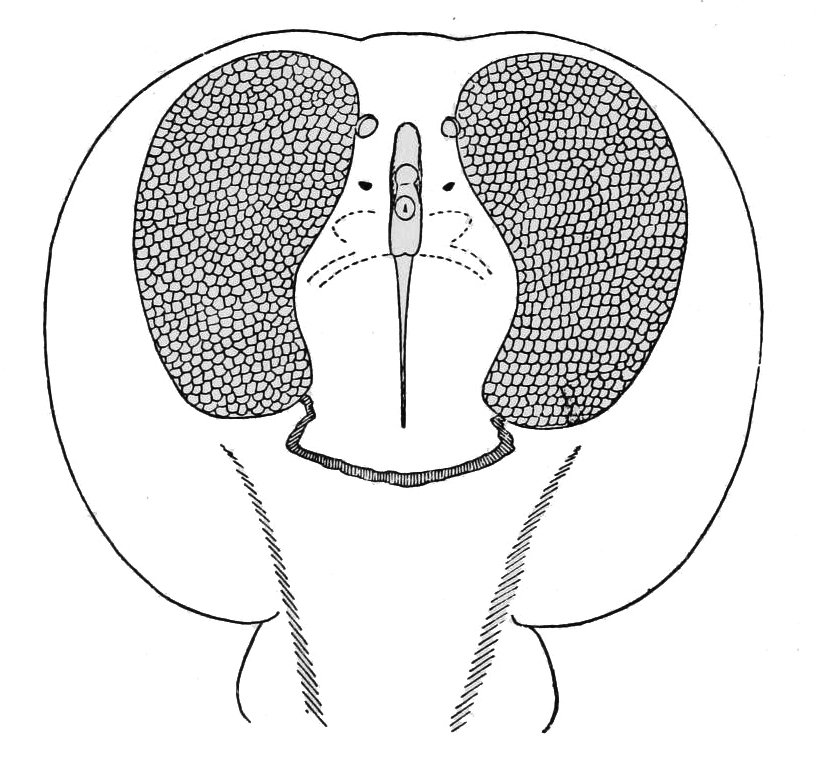
I due organi elettrici

## Alimentazione
Sono animali cacciatori, e la maggior parte delle specie utilizza la propria scarica elettrica per stordire o uccidere le prede.

## Rapporti con l'uomo
Le proprietà elettrogene delle torpedini sono conosciute sin dall'antichità, anche se la loro natura non era compresa. Gli antichi Greci usavano le torpedini per attutire il dolore del parto e di altre operazioni. Nel dialogo platonico Menone, l'omonimo personaggio accusa Socrate di "stordire" gli interlocutori con le sue domande in un modo simile a quello con cui una torpedine stordisce le sue prede. Scribonio Largo, un medico Romano, documentò l'uso della torpedine per il trattamento del mal di testa e della gotta nel suo Compositiones Medicae del 46 a.C.
Intorno al 1770, gli organi elettrici delle torpedini furono oggetto di alcuni studi della Royal Society scritti da John Walsh e John Hunter. Sembra che questi studi abbiano influenzato il pensiero di Luigi Galvani e Alessandro Volta, i fondatori dell'elettrofisiologia e dell'elettrochimica. Henry Cavendish propose che le torpedini usassero l'elettricità: egli costruì una torpedine artificiale che consisteva in una bottiglia di Leida a forma di pesce che riuscì a simulare con successo le proprietà del pesce nel 1773.

## Pericoli per l'uomo
Le torpedini producono forti scariche elettriche.

## Curiosità
Plinio il Vecchio, Claudio Galeno e Scribonio Largo citano l'usanza di usare una torpedine viva appoggiata sulla testa per guarire mal di testa persistenti, precursore dell'elettroshock.

## Famiglie
L'ordine comprende 69 specie suddivise in tre famiglie:
- Narcinidae
- Narkidae
- Torpedinidae